# Рушевине манастира Светог Николе у селу Стража
Рушевине манастира Светог Николе у селу Стража, насељеном месту на територији општине Гњилане, на Косову и Метохији, представља непокретно културно добро као споменик културе.
У селу Стража северно од Гњилана, у близини манастира Драганца, постоји топоним Манастир на којем су се сачувале развалине цркве Светог Николе. Име села се везује за оближње Ново Брдо, односно за обезбеђивање приступу тврђави и рударским окнима. Претпоставља се да је из 16. века.

## Основ за упис у регистар
Решење Покрајинског завода за заштиту споменика културе у Приштини, бр. 119 од 27. 3. 1980. г. Закон о заштити споменика културе ( Сл. лист САПК 19/77).